# Telegrafgatan

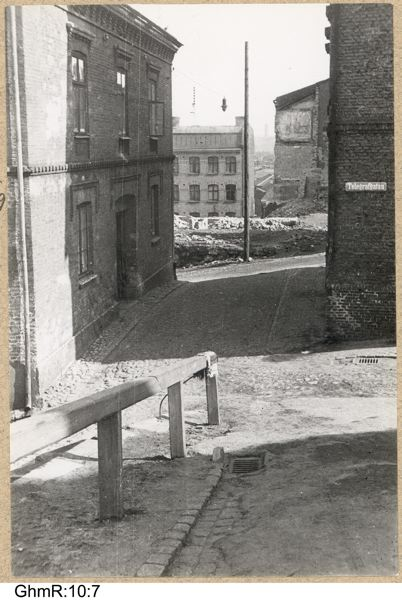
Telegrafgatan i Göteborg. Från hörnet av Telegrafgatan mot Södra Liden. Foto från år 1931. Fotograf Otto Thulin (1886-1959). Originalet i Göteborgs stadsmuseums bildsamling.

Telegrafgatan var en numera igenlagd gata på Otterhällan i stadsdelen Inom Vallgraven i centrala Göteborg. Namnet har utgått på grund av ändring i stadsplanen, någon gång mellan 1972 och 1979.

## Historia

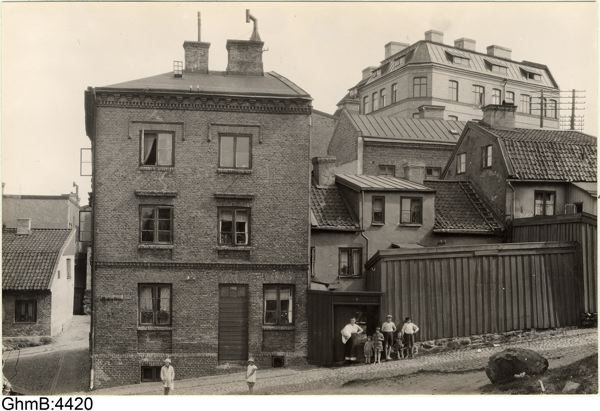
Telegrafgatan 2-6. Foto från år 1929. Originalet i Göteborgs stadsmuseums bildsamling.

Telegrafgatan gick västerut från Södra Liden. I nordväst gick gatan via dåvarande "Keillers Trappor" - nuvarande Per Nyströms Trappa ner till Stora Badhusgatan i riktning mot Skeppsbron. Dåvarande Telegrafgatans norra del motsvarar läget för Norra Liden 12. År 1900 uppgavs gatan vara 70 meter lång, med en medelbredd av 4,5 meter och med en yta av 315 kvadratmeter.
Gatan nämns första gången 1861 och fick sitt namn av den optiska telegrafställningen, "Telegrafen" kallad. Denna stod på toppen av Stora Otterhällan, och anlades 1839 efter beslut av Karl XIV Johan. Operatörsbyggnaden var uppförd i gult tegel i två våningar och hade 1944 adressen Västra Liden 1. Telegrafen bestod av rörliga armar uppsatta på höga master, som var försedda med luckor och kunde anbringas i olika ställningar. Efter en kod kunde man via liknande telegrafer på Stigberget, Sjöbergen, Nya Varvet och Brännö sända meddelanden till varandra samt till Vinga och Marstrand. Anläggningen användes fram till att ställningen blåste ner i en storm, natten mellan den 31 oktober och 1 november 1863.
Hur befolkningen bodde uppe på Otterhällan före Telegrafgatans tid kan man få en uppfattning om genom att läsa 1700-talets och 1800-talets tomtbeskrivningar med ägarlängder – exempelvis den om tomt 90 i Andra roten, den om tomt 89 i Fjärde roten eller den om tomt 93 i Fjärde roten.